# Progress MS-13
Chronologie
Progress MS-12 Progress MS-14
Progress MS-13 (en russe : Прогресс МС-13) est une mission de ravitaillement russe de la Station spatiale internationale (ISS/SSI), réalisée grâce au cargo russe éponyme Progress MS. Le décollage a eu lieu le 6 décembre 2019, depuis le cosmodrome de Baïkonour, au Kazakhstan, à l'aide d'un lanceur Soyouz 2. Ce vaisseau est identifié par la NASA sous le nom « Progress 74P ».

## Contexte
Le vaisseau cargo Progress fut développé en Union Soviétique dans les années 70, pour permettre le ravitaillement des équipages des stations Saliout, devant ainsi le premier vaisseau cargo de l'histoire. Développé sur la base du vaisseau habité Soyouz, dont il partage de nombreuses caractéristiques, il effectua son premier vol en 1978, vers la station Saliout 6. Par la suite, il desservira également la station Saliout 7, puis Mir. Dans les années 90, le cargo sera équipé d'une petite capsule permettant le retour de fret sur Terre, dénommée VBK-Radouga, qui fut utilisée à 10 reprises. Au début des années 2000, Progress M1-5 désorbita la station Mir, et les vols du cargo furent entièrement redirigés vers la desserte de la Station spatiale internationale.
Au fil des années, plusieurs versions du vaisseau furent développées. La version initiale 7K-TG initiale fut remplacée en 1989 par le Progress-M (« Modernisé »), qui verra l'ajout notable de panneaux solaires. En 2000, Progress-M1 verra le jour, conçu pour transporter plus de carburant, au détriment des autres ressources, il ne volera que durant 4 ans. En 2008, Progress M-M volera pour la première fois, avec ses nouveaux systèmes de bord numériques. Finalement, il sera remplacé par le Progress MS, disposant de diverses améliorations, telles que :
- L'ajout d'un compartiment externe permettant l'éjection de microsatellites et CubeSats. C'est le vol de Progress MS-03 qui sera le premier à l'utiliser.
- Le remplacement du système radio Kvant-V ukrainien par un Système de Commandes et de Télémétrie Unifié (EKTS).
- L'amélioration de la protection contre les micrométéorites, et l'ajout de systèmes de secours pour le mécanisme d'amarrage.

## Mission

### Préparation et lancement
Lors de la planification des vols vers l'ISS en 2014, le lancement du cargo Progress MS-13 était alors prévu pour le 16 octobre 2018, mais au fil des années, il fut reporté à septembre 2019, puis pour le 20 décembre 2019. Toutefois, la date fut avancée au 1er décembre, pour ne pas interférer avec le lancement du cargo Dragon SpX-19 (en), qui décollait au même moment depuis les États-Unis. Un incident lors de la campagne de lancement conduisit toutefois à un report de 6 jours de la date.
Finalement, Progress MS-13 décolla le 6 décembre 2019 à 9h34 TU sur un lanceur Soyouz-2.1a, depuis le Complexe Vostok (Site 31/6) du cosmodrome de Baïkonour, au Kazakhstan.

### Amarrage et mission orbitale
Pour ne pas interférer avec l'amarrage du vaisseau cargo Dragon devant s'amarrer quelques heures après le décollage de Progress, ce dernier effectua un rendez-vous orbital en 34 orbites, le faisant ainsi s'amarrer au module Pirs trois jours plus tard, le 9 décembre 2019 à 10h38 TU.
Le 3 juillet 2020, Progress MS-13 alluma ses moteurs pour effectuer une manœuvre d'évitement de débris orbitaux, une première depuis 2015. Le débris en question provenait d'une ancienne fusée Proton soviétique, ayant lancé trois satellites GLONASS en 1987.
Le cargo, à la fin de sa mission, s'est désamarré, puis est parti brûler dans l'atmosphère au-dessus de l'Océan Pacifique.

## Galerie

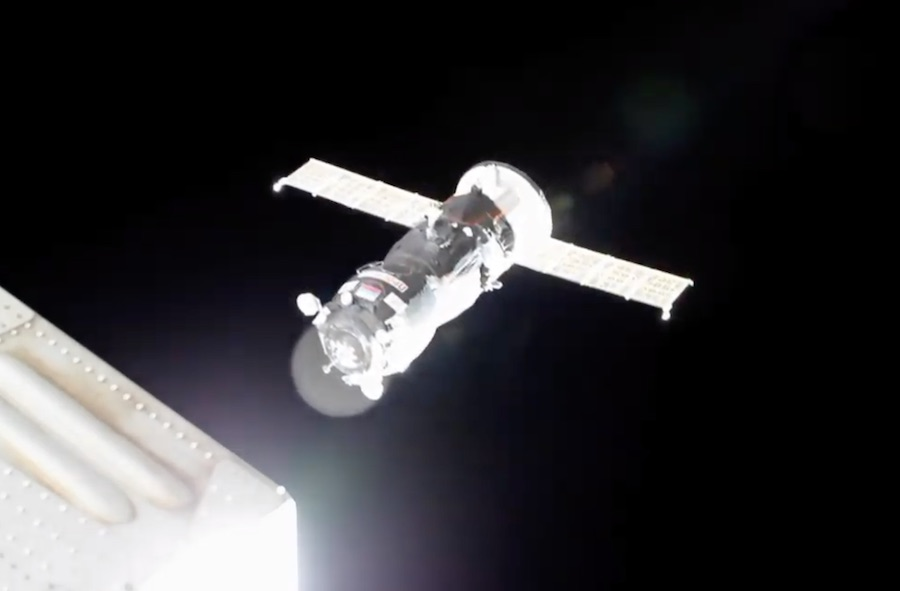
Amarrage de Progress MS-13
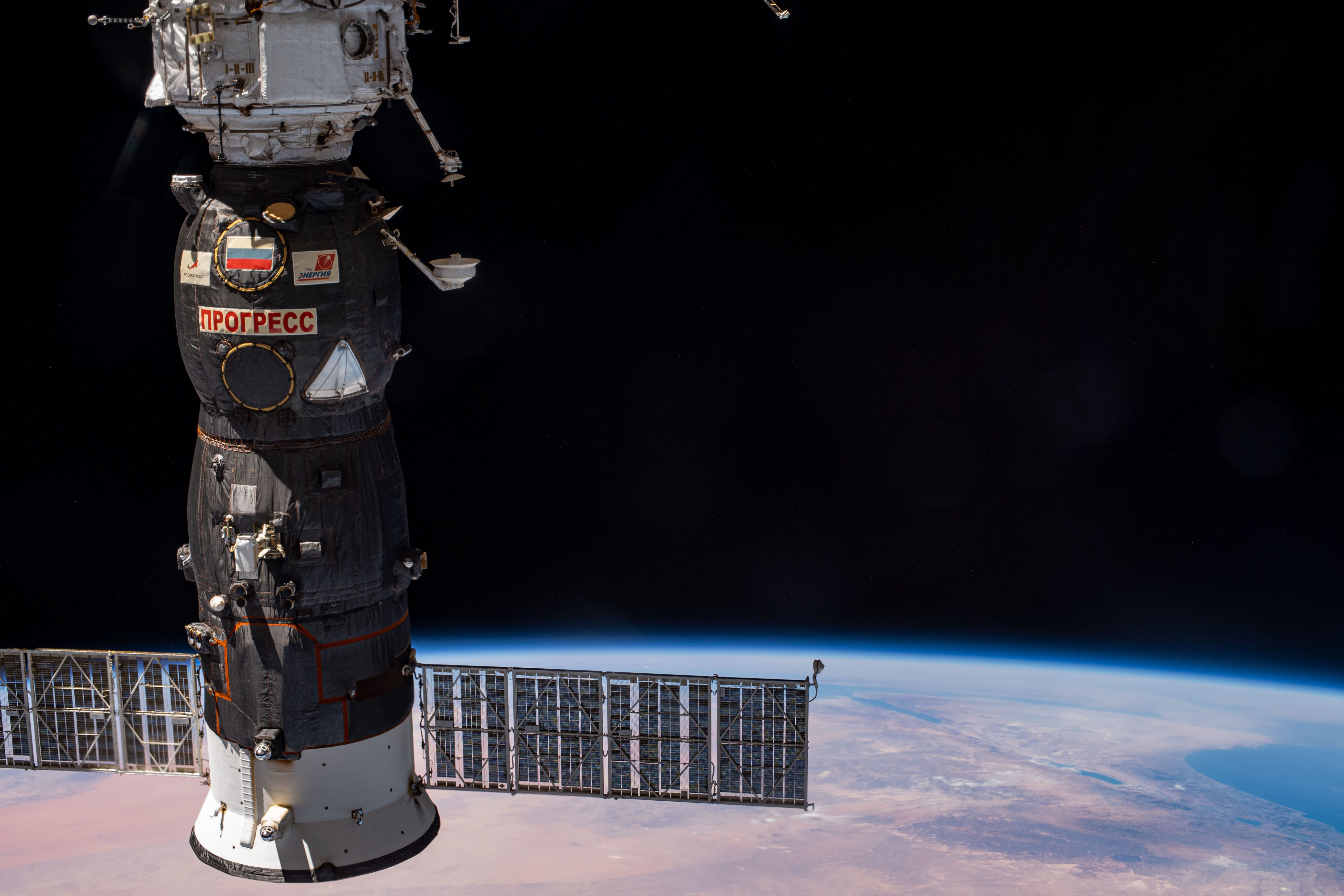
Progress MS-13 au-dessus de l'Irak